# 圣玛利亚玛达肋纳堂 (布尔诺)
圣玛利亚玛达肋纳堂（Kostel Sv. Máří Magdalény）在15世纪上半叶仍是一座犹太会堂，但在拉斯洛五世显示摩拉维亚的犹太人人口数后，布尔诺犹太区，包括这座犹太教堂，被强行占领，此处改为天主教玛达肋纳的玛利亚教堂。它可能是由安德鲁·埃尔尼教堂设计重建于1600年。该教堂钟楼增建于1746年。目前教堂的形式定型于1852年大火之后，钟楼被赋予了新的罗曼式气息，教堂的立面大为简化，现在刻着拉丁文铭文：
Domum tuam decet / SANCTITUDO Ps 92,5 / MDCCCLI / Venite Adoremus / MCMXII 
你的殿称为圣洁 / 诗篇92篇5节 / 1851 / 齐来崇拜 / 1912 